# Urial
O Urial é um carneiro selvagem de tamanho médio e é considerado membro da subfamília Caprinae. Ele também é conhecido por Shapo ou Arkhar. Uma característica marcante é a pelagem longa marrom-avermelhada que se cresce durante o inverno. Os machos são caracterizados por um colarinho preto que se estica na garganta e pelos chifres significativamente maiores que os das fêmeas.
Os machos têm os chifres grandes, ondulados para fora do alto da cabeça e curvando-se para trás, as fêmeas têm uns chifres mais curtos e comprimidos. Os chifres dos machos podem vir a ter mais de 1 metro de comprimento. A altura média do ombro de um macho adulto encontra-se fica entre 80 e 90 centímetros. 
O Urial é encontrado nas regiões montanhosas da Rússia, Paquistão, Índia e Ásia Central. O habitat consiste em pastagens inclinadas abaixo de 4.400 metros.  Eles raramente movem-se para as áreas rochosas das montanhas. A alimentação do Urial consiste principalmente em gramíneas, mas pode comer folhas dé árvores e de arbustos, se for necessário.
A estação de acasalamento começa em setembro. Durante o acasalamento os machos (que vivem em seus próprios rebanhos fora da época do acasalamento) selecionam 4 a 5 ovelhas, que dão o nascimento a um ou dois cordeiros após 5 meses. 
O status de conservação do Urial é ameaçado, porque seu habitat é perfeitamente apropriado para o desenvolvimento humano; mas, a população tem se recuperado um pouco nos últimos anos.
A classificação científica é disputada , mas o Urial pode ser classificado como Ovis vignei, Ovis orientalis (muflão-asiático) e/ou Ovis ammon (argali). As subespécies de Ovis vignei incluem:
- Ovis vignei cycloceros (Urial afegão ou baluque) (Urial de Blanford = blanfordi)
- Ovis vignei punjabiensis (Urial de Punjab)
- Ovis vignei vignei (Ladakh or Urial de Shapu)